# Mathiston
Mathiston é uma cidade  localizada no estado americano de Mississippi, no Condado de Choctaw e Condado de Webster.

## Demografia
Segundo o censo americano de 2000, a sua população era de 720 habitantes.
Em 2006, foi estimada uma população de 710, um decréscimo de 10 (-1.4%).

## Geografia
De acordo com o United States Census Bureau tem uma área de
6,4 km², dos quais 6,4 km² cobertos por terra e 0,0 km² cobertos por água.

## Localidades na vizinhança
O diagrama seguinte representa as localidades num raio de 24 km ao redor de Mathiston.